# 克莱姆·波特曼
克莱姆·波特曼（英語：Clem Portman，1905年3月1日—1992年10月21日），美国音频工程师。他曾因电影艳窟大扫荡提名奥斯卡最佳音响效果奖。自1930年至1970年间，波特曼曾参与制作过200多部电影。

## 部分影视作品
- 艳窟大扫荡（英语：Gaily, Gaily） (1969)